# David Warner (Cricketspieler)
David Andrew Warner (* 27. Oktober 1986 in Paddington, Australien) ist ein australischer Cricketspieler, der seit 2015 für die australische Nationalmannschaft spielt. Er gilt als einer der besten Eröffnungs-Batter der Welt und hat mit Australien unter anderem die Cricket World Cups 2015 und 2023, den ICC Men’s T20 World Cup 2021 und die ICC World Test Championship 2021–2023 gewonnen.

## Kindheit und Ausbildung
Warner wuchs in schwierigen wirtschaftlichen Verhältnissen in einem Vorort von Sydney auf. So begann er mit 14 Jahren Regale im Supermarkt einzupacken und Zeitungen auszutragen. Mit 13 Jahren forderte sein Trainer ihn zum rechtshändigen Batting zu wechseln, da er den Ball als Linkshänder zumeist in der Luft traf. Ein Jahr später wurde er von seiner Mutter ermutigt wieder zum linkshändigen Schlagen zu wechseln und kurz darauf hatte er große Erfolge beim Sydney Coastal Cricket Club. Warner war Teil des australischen Teams bei der ICC U19-Cricket-Weltmeisterschaft 2006.

## Aktive Karriere

### Anfänge in der Nationalmannschaft
Warner war Teil des Centre of Excellence, bevor er dort im Sommer 2007 suspendiert wurde, nachdem er der Zimmerreinigung nicht ausreichend nachkam. Zunächst spielte er List-A- und Twenty20-Cricket für New South Wales im nationalen australischen Cricket. Dabei konnte er so herausragen, dass er Ende 2008 einen Vertrag für die Delhi Daredevils bei der Indian Premier League 2009 unterschrieb. Kurz darauf wurde er für die Limited-Overs-Serien gegen Südafrika nominiert. In seinem ersten internationalen Twenty20 wurde er nach einem Fifty über 89 Runs zum Spieler des Spiels ernannt. Auch gab er, nachdem sich Michael Clarke verletzte, sein ODI-Debüt und erzielte in seinem zweiten Spiel dort ein Fifty über 69 Runs. Er war damit der erste Australier, der sein Nationalmannschafts-Debüt gab, bevor er sein erstes First-Class-Spiel, das im Mai des Jahres folgte, spielte. Zunächst etablierte er sich vorwiegend im Twenty20-Team. Mit diesem nahm er im Sommer 2009 am ICC World Twenty20 2009 teil und erzielte dort gegen die West Indies ein Half-Century über 63 Runs. Ein weiteres Fifty (67 Runs) erzielte er gegen die West Indies, als diese im Februar 2010 für eine Tour nach Australien kamen, wofür er als Spieler des Spiels ausgezeichnet wurde. Beim ICC World Twenty20 2010 konnte er gegen Indien 72 Runs erreichen und auch hier wurde er ausgezeichnet.
Nachdem er im August 2011 in der Twenty20-Serie in Sri Lanka ein Fifty (53 Runs) erzielt hatte, wurde er wieder ins ODI-Team berufen. Im Oktober erreichte er dabei in Südafrika 74 Runs. Daraufhin wurde er, nachdem es zahlreiche Verletzungen im australischen Team gab bei der Tour gegen Neuseeland im Dezember auch im Test-Team eingesetzt. Im zweiten Spiel der Serie erzielte er dabei sein erstes internationales Century über 123* Runs aus 170 Bällen und wurde dafür trotz der Niederlage als Spieler des Spiels ausgezeichnet. Es folgte eine Test-Serie gegen Indien und auch dort konnte er im dritten Test mit 180 Runs aus 159 Bällen ein Century erreichen. Im folgenden Drei-Nationen-Turnier erreichte er gegen Indien 68 Runs. In der Final-Serie gegen Sri Lanka konnte er dann zwei Centuries (163 (157) und 100 (140)) beitragen. Zum Abschluss der Saison 2011/12 reiste er mit dem Team in die West Indies und konnte dort in allen drei Serien jeweils ein Fifty (50, 69 und 58 Runs) erzielen.

### Etablierung als feste Größe im Team und Kontroversen
Im Saison 2012 gelang ihm in der ODI-Serie in England ein Fifty (56 Runs). In der Vorbereitung für die nächsten Weltmeisterschaft konnte er gegen Pakistan im September 59 Runs erreichen und wurde als Spieler des Spiels ausgezeichnet. Beim ICC World Twenty20 2012 selbst erzielte er gegen Indien ein Fifty über 63* Runs, aber schied mit dem Team im Halbfinale gegen die West Indies Cricket Team aus. Nach dem Turnier bestritt er eine Test-Serie gegen Südafrika und erreichte dabei ein Century über 119 Runs aus 112 Bällen. Dem folgte eine Tour gegen Sri Lanka, bei dem er vier Fifties (57, 68, 62 und 85) in der Test-Serie erzielte und jeweils eines in der ODI- (60 Runs) und Twenty20-Serie (90* Runs). Ende Januar brach er sich dann im Training den Daumen. Nachdem er wieder fit war, folgten zum Abschluss der Saison noch zwei Half-Centuries in der Test-Serie in Indien. Im Mai wurde er vom Verband mit einer Geldstrafe belegt, nachdem er sich auf Twitter respektlos über die Arbeit von zwei Cricket-Journalisten geäußert hatte. Im Vorlauf für die ICC Champions Trophy 2013 in England geriet er in den frühen Morgenstunden in einer Bar mit dem englischen Spieler Joe Root aneinander, was im Nachhinein als unprovozierte Attacke beschrieben wurde. Daraufhin wurde er vom Turnier zurückgezogen und suspendiert.
Bei den Ashes im August war er wieder zurück im Team. Im vierten Spiel der Serie erzielte er ein Fifty über 71 Runs, konnte damit jedoch die Tour-Niederlage nicht verhindern. In der folgenden Twenty20-Serie gelang ihm dann ein weiteres Fifty (53 Runs). Dennoch wurde er für die anschließende ODI-Serie aus dem Kader gestrichen. Daraufhin spielte er wieder im nationalen australischen Cricket und erhielt dort eine weitere suspendierung, als er ein Spiel verpasste. Bei den Ashes im November kam er dann wieder in die Mannschaft zurück. Im ersten Test gelang ihm ein Century über 124 Runs aus 154 Bällen, bevor er im zweiten ein Fifty über 83* Runs erreichte. Im dritten Test konnte er dann im ersten innings 60 Runs erreichen, bevor er im zweiten ein Century über 112 Runs aus 140 Bällen hinzufügte und so wichtigen Anteil am frühzeitigen Seriensieg hatte. In der zugehörigen ODI-Serie folgten dann zwei weitere Fifties (65 und 71 Runs). Daraufhin reiste er mit dem australischen Team nach Südafrika für eine Test-Serie. Nach einem Century (115 Runs aus 151 Bällen) im ersten und zwei Fifties (70 und 66 Runs) im zweiten Test, konnte er im dritten Test in beiden Innings jeweils ein Century (135 Runs aus 152 Bällen und 145 Runs aus 156 Bällen). Dafür wurde er als Spieler der Serie ausgezeichnet.

### Gewinn des World Cups 2015
Beim ICC World Twenty20 2014 war seine beste Leistung 48 Runs gegen den Gastgeber Bangladesch, jedoch scheiterte das Team nach drei Niederlagen schon in der Super-10-Runde. Im darauf folgenden Sommer und Herbst schraubte er sein Pensum zurück, da er mit seiner Verlobten sein erstes Kind erwartete. Gegen Pakistan im Oktober erzielte er in den Tests ein Century (133 Runs aus 174 Bällen) und ein Fifty (58 Runs) und in der ODI- (56 Runs) und Twenty20-Serie (53* Runs) jeweils ein weiters Fifty. Nachdem er ein Fifty (53 Runs) in den ODIs gegen Südafrika erzielt hatte, kam Indien nach Australien. Im ersten Test erzielte er mit 145 Runs aus 163 Bällen und 102 Runs aus 166 Bällen zwei Centuries und verhalf damit dem Team zum Sieg. Jedoch war dieses auch ein sehr emotional geführtes Match und er erhielt eine Geldstrafe, nachdem er am vierten Tag mit Shikhar Dhawan aneinandergeraten war. Im letzten Spiel der Serie erzielte er dann noch einmal ein Century über 101 Runs aus 114 Bällen. Im folgenden Drei-Nationen-Turnier erreichte er gegen England ein Century über 127 Runs aus 115 Bällen. Dem schloss sich der Cricket World Cup 2015 an, wobei ihm in der Vorrunde gegen Afghanistan ein Century über 178 Runs aus 133 Bällen gelang. Auch im weiteren Turnierverlauf konnte er immer wieder Beiträge am Schlag leisten, und im Finale erzielte er 45 Runs gegen Neuseeland und half so, den fünften Titel für Australien zu sichern.
Im Sommer 2015 erreichte er zunächst ein Test-Fifty (62 Runs) in den West indies. Daraufhin reiste er mit dem Team nach England, wobei ihm in allen fünf Tests jeweils ein Half-Century gelang (52, 83, 77, 64 und 85 Runs). Auch wurde bei der Serie als Vertreter von Kapitän Steve Smith ernannt. Danach erreichte er zunächst ein Fifty in Irland (84 Runs) und gegen England (59 Runs). Jedoch brach er sich in der Serie einen Finger und musste einige Wochen aussetzen. Im November traf er mit dem Team in einer Test-Serie auf Neuseeland. Im ersten Test konnte er zwei Centuries über 163 Runs aus 224 Bällen und 116 Runs aus 113 Bällen erzielen und wurde dafür als Spieler des Spiels ausgezeichnet. Im zweiten Test gelang ihm ein Double-Century über 253 Runs aus 286 Bällen und er wurde für diese Leistungen als Spieler der Serie ausgezeichnet. Gegen die West Indies folgten in den Tests ein Fifty (64 Runs) und ein Century über 122* Runs aus 103 Bällen. Vergleichbares gelang ihm bei der ODI-Serie gegen Indien, als er ebenfalls ein Fifty (93 Runs) und ein Century (122 Runs (113 Bällen)) erreichte. Daraufhin wurde er vom australischen Verband mit der wichtigsten Auszeichnung, der Allan Border Medal ausgezeichnet. In den folgenden ODIs in Neuseeland (98 Runs) und Twenty20s in Südafrika (77 Runs) erreichte er dann jeweils ein Fifty. Beim ICC World Twenty20 2016 konnte er, als das Team in der Vorrunde ausschied, nicht herausragen.

### Der Ball-Tempering-Skandal
Im Sommer erzielte er in einem Drei-Nationen-Turnier in den West Indies zunächst ein Fifty gegen den Gastgeber (55* Runs) und dann ein Century (109 (120)) gegen Südafrika. Jedoch brach er sich erneut den Finger und musste mehrere Wochen aussetzen. Bei der folgenden Tour in Sri Lanka folgte dann ein Fifty (68 Runs) in der Test- und Century (106 (126)) in der ODI-Serie. Auch übernahm er im dritten ODI der Serie erstmals die Kapitänsrolle. Zu Beginn der Saison 2016/17 reiste er mit dem Team nach Südafrika, wo ihm ein Fifty (97 Runs) in den Tests und zwei Centuries in den ODIs (117 (107) und 173 (136)) gelangen. Daraufhin folgte eine ODI-Serie gegen Neuseeland, wobei ihm zwei Centuries (119 (115) und 156 (126)) gelangen und er jeweils als Spieler des Spiels und letztendlich der Serie ausgezeichnet wurde. Gegen Pakistan gelangen ihm dann sogar jeweils zwei Centuries in der Test- (144 (143) und 113 (95)) und ODI-Serie (130 (119) und 179 (128)). Die Saison endete dann mit einem Fifty (56 Runs) in der Test-Serie in Indien. Im August reiste er mit dem Team nach Bangladesch, wo ihm zwei Centuries (112 (135) und 123 (234)) in der Test-Serie gelangen. In Indien konnte er daraufhin ein Century (124 Runs aus 119 Bällen) und ein Fifty (53 Runs) erzielen. Bei der Ashes-Series gegen England konnte er im ersten Spiel ein Fifty über 87* Runs erzielen. Im vierten Test gelangen ihm dann im ersten innings ein Century (103 (151) Runs) und ein Fifty (86 Runs), bevor ihm im abschließenden fünften Spiel abermals ein Fifty (53 Runs) erzielte. In Neuseeland gelang ihm dann im Februar 2018 in den Twenty20s ein Fifty über 59 Runs.
Im März 2018 reiste er dann mit dem Team nach Südafrika. Im ersten Test gelang ihm ein Fifty über 51 Runs. Jedoch geriet er am vierten Tag außerhalb des Spielfeldes mit dem südafrikanischen Spieler Quinton de Kock aneinander und beide wurden vom Weltverband vorgeladen. Warner akzeptierte sie vorgebrachte Strafe und erhielt eine Geldstrafe. Dieser Vorfall setzte den Ton für die Serie die sehr aggressiv geführt wurde. Nachdem er im zweiten Test ein weiteres Fifty erzielt hatte, geriet er im dritten Test am zweiten Tag mit einem Zuschauer aneinander, als er nach seinem ausscheiden das Spielfeld verließ. Am dritten Tag kam es zum sogenannten Ball-Tempering-Skandal der auch Sandpaper-Gate bekannt wurde. Dabei wurde Cameron Bancroft dabei gefilmt, wie er den Spielball manipulierte (Ball tampering). Bei der abendlichen Pressekonferenz bestätigte Kapitän Smith, dass er und das Leitungsteam innerhalb der Mannschaft, zu dem auch Warner als Vize-Kapitän gehörte, die Manipulation abgesprochen hatten. Zunächst weigerte er sich dafür von der Kapitänsrolle zurückzutreten, tat es jedoch dennoch am nächsten Tag, als der australische Premierminister Malcolm Turnbull verkündete, dass das Verhalten der australischen Mannschaft eine „schockierende Enttäuschung“ sei und den Verband dazu aufrief schnell zu reagieren. Der Verband sperrte Warner und Smith daraufhin für 12 Monate. Daraufhin erklärte er öffentlich damit zu rechnen nicht wieder für die Nationalmannschaft spielen zu dürfen.

### Rückkehr und Gewinn des T20 World Cups
In der Pause spielte er unter anderem in der Caribbean Premier League 2018 für die St Lucia Stars und die Sylhet Sixers in der Bangladesh Premier League 2018/19. Jedoch zog er sich bei letzterem eine Ellenbogen-Verletzung zu und musste daran operiert werden. Beim Cricket World Cup 2019 stand er dann wieder im Kader. Er begann mit einem Fifty über 89* Runs gegen Afghanistan, bevor ihm gegen Indien ein weiteres (56 Runs) gelang. Gegen Pakistan folgte dann ein Century über 107 Runs aus 111 Bällen, wofür er als Spieler des Spiels ausgezeichnet wurde. Dies gelang ihm auch gegen Bangladesch, als er 166 Runs aus 147 Bällen erzielte. Gegen Gastgeber England folgte dann ein Fifty über 53 Runs, bevor er gegen Südafrika noch ein Mal ein Century über 122 Runs aus 117 Bällen erreichte. Damit war er die treibende Kraft für den Einzug Australiens ins Halbfinale, wo man dann an England scheiterte. Daraufhin spielte er in der Ashes-Serie, wobei ihm jedoch nur ein Fifty (61 Runs) erzielte und in den anderen Innings früh ausschied. Die Saison 2019/20 begann er mit einer Twenty20-Serie gegen Sri Lanka, wobei er nach einem Century (100* Runs aus 56 Bällen) zwei Fifties (60* und 57* Runs) erzielte und als Spieler aller drei Spiele und der Serie ausgezeichnet wurde. Im November kam Pakistan nach Australien und im ersten Test erzielte er ein Century über 154 Runs aus 296 Bällen. Im zweiten Test gelang ihm dann ein Triple-Century über 335* Runs aus 418 Bällen, wofür er als Spieler des Spiels und der Serie ausgezeichnet wurde.
Im Januar 2020 erzielte er dann ein Century über 111* Runs aus 159 Bällen gegen Neuseeland. Nach einem weiteren Century über 128* Runs aus 112 Bällen in Indien erreichte er dann zwei Fifties (67* und 57 Runs) in Südafrika im Februar. Im letzten Spiel vor der Pause auf Grund der COVID-19-Pandemie erzielte er ein Fifty über 67 Runs in einem ODI gegen Neuseeland. Im September konnte der Spielbetrieb in England wieder aufgenommen werden und er erreichte in den Twenty20s ein Fifty über 58 Runs. Daheim gegen Indien folgten im November dann zwei Fifties in der ODI-Serie gegen Indien. In der Folge erlitt er eine Leistenverletzung die ihn mehrere Wochen aussetzen ließ. Zwar spielte er dann noch einmal zwei Tests gegen Indien, aber die Verletzung brach wieder auf und er konnte für lange Zeit nur eingeschränkt im nationalen Cricket spielen. Im September litt er unter einer Formkrise, wurde jedoch dennoch im Kader für den ICC Men’s T20 World Cup 2021 vorgesehen. In der Super-12-Runde erreichte er ein Fifty gegen Sri Lanka (65 Runs) und die West Indies (89* Runs). Im Halbfinale gegen Pakistan erzielte er 49 Runs und spielte so eine wichtige Rolle im FinaleinzugAustraliens. Dort konnte er dann gegen Neuseeland ein weiteres Half-Century über 53 Runs beisteuern und wurde nach dem Turniersieg als Spieler des Turniers ausgezeichnet.

### Bis heute
Nach dem Turnier folgte die Ashes-Series, wobei er zwei Fifties (94 und 95 Runs erzielte). Im März gelangen ihm dann zwei weitere Fifties (68 und 51 Runs) in den Tests in Pakistan. In Sri Lanka konnte er im Juni 2022 je ein Fifty in den ODIs (99 Runs) und in den Twenty20s (70* Runs) erzielen. Nach zwei Fifties in den ODIs in Simbabwe (57 und 94 Runs), kamen England (75 Runs) und die West Indies (73 Runs) für Twenty20-Serien nach Australien und er erzielte jeweils ein Half-Century. Beim ICC Men’s T20 World Cup 2022 konnte er dann nicht überzeugen. Seine beste Leistung bei dem Turnier waren 25 Runs gegen Afghanistan, die jedoch nicht ausreichten um das Ausscheiden in der Super-12-Runde zu vermeiden. Nach dem Turnier konnte er in einer ODI-Serie gegen England ein Fifty (86 Runs) und ein Century (106 Runs aus 102 Bällen), wofür er als Spieler der Serie ausgezeichnet wurde. Kurz darauf versuchte er den bann den er nach dem Ball-Tampering-Skandal für Führungsrollen im Nationalteam erhalten hatte aufheben zu lassen, doch nachdem er sich durch den australischen Verband ungerecht behandelt fühlte, zog er diesen Antrag zurück. Im Dezember folgte dann eine Test-Serie gegen Südafrika, wobei ihm in seinem 100. Test ein Double-Century über 200 Runs aus 255 Bällen gelang. In der im Februar stattfindenden Tour in Indien zeigte er im ersten Test nur schwache Leistungen, erlitt dann im zweiten eine Gehirnerschütterung und musste das Spiel abbrechen, bevor er die weiteren Spiele auf Grund eines Haarrisses im Elbogen verpasste.
Im Sommer gelang ihm dann mit dem Team gegen Indien der Gewinn der ICC World Test Championship 2021–2023, jedoch war seine Position im Team umstritten. In der Ashes-Serie gegen England gelangen ihm dann zwei Fifties (66 und 60 Runs). In der Vorbereitung für die folgende Weltmeisterschaft erreichte er ein Century (106 Runs aus 93 Bällen) und ein Fifty (78 Runs) in Südafrika, bevor er in Indien drei Fifties (52, 53 und 56 Runs) erzielte. Beim Cricket World Cup 2023 erzielte er in der Vorrunde gegen Pakistan ein Century über 163 Runs aus 124 Bällen, wofür er als Spieler des Spiels ausgezeichnet wurde. Auch im folgenden Spiel gegen die Niederlande erreichte er ein Century über 104 Runs aus 93 Bällen. Im weiteren Verlauf der Vorrunde konnte er gegen Neuseeland (81 Runs) und Bangladesch (53 Runs) jeweils ein Fifty erreichen und half so den Halbfinaleinzug zu sichern. Dort und im Finale ragte er zwar nicht ehraus, dennoch gelang Australien den Weltmeistertitel zu gewinnen. Im Dezember bestritt er dann seine letzte Test-Serie. Gegen Pakistan erzielte er im ersten Test ein Century über 164 Runs aus 211 Bällen, und in seinem letzten Test ein Fifty über 57 Runs. In der Folge konzentrierte er sich auf das Spielen in Twenty20-Ligen.

## Privatleben
Warner ist verheiratet und hat drei Kinder.